# Francesco Zuccaro Floresta
Francesco Zuccaro Floresta (Taormina, 2 maggio 1832 – ...) è stato un imprenditore, militare e politico italiano.

## Biografia
Già liberale moderato, passa nelle file della sinistra con le elezioni del 1874. Nel 1890, allo scopo di liberare il collegio per un altro candidato, Giovanni Giolitti ne propone la nomina a senatore, che non viene successivamente convalidata dall'aula.